# فرقة الأخوة
فرقة الأخوة البحرينية إحدى أشهر فرق (الروك/الجاز) العربية. اتخذت منهج خاص في تقديم الأغاني في بداية السبعينات وذلك على أنغام اللهجة البحرينية الدارجة. وقد تمكنت من عمل شبه احتكار لسوق الكاسيت بمملكة البحرين، وتتكون فرقة الأخوة من علي بحر مغني الفرقة الاساسي وعازف الاورج، وخالد الذوادي من أفضل عازفي القيتار في الشرق الأوسط، وكاتب أغاني الفرقة والملحن الاساسي لها. سلطان الماس عازف التانغو والمسمى باخطبوط التانغو، وعيسى بحر عازف البيس جيتار، ووجيه حسن وهو ابن خالة علي بحر ومن أفضل عازفين الدرامرز في الوطن العربي. و عبدالله الشروقي الذي توفى في ١٧ من اغسطس ٢٠٢٤عبدالله الشروقي
أحمد العريفي 
مهندس صوت فرقة الاخوة البحرينية و صاحب استديو havana studio في البحرين له عدة اعمال مع الراحل خالد الذوادي  الذي  اعتنى به العريفي طيلة فترة مرضه و هو الذي لم شمل الفرقة بعد نزاعات وصلت للمحاكم  و عادت الفرقة لتنتج عدة اعمال جديدة مع باقي أعضاء الفرقة بعد وفاة علي بحر مؤسس الفرقة و  بالرغم من الضغوطات من مرض خالد من ناحية و من الذين يريدون انهاء الفرقة بأي شكل . استمر العريفي بإنتاج  الأغاني و تجديد بعض الاغاني القديمة .   
اول اغنية تم اصداراها في الاستديو هي شلون اوصلك حبيبي أحمد العريفي
أحمد العريفي

## تشكيل الفرقة
عندما كان علي بحر في المرحلة الإبتدائية تعرف على عازف الكونقو في الفرقة سلطان سالم و ذلك بسبب علاقة آبائهم الذان يعلمان في الغوص. و أتفقوا على تكوين فرقة لغناء أغاني مسموعة لفنانين آخرين. و تمكن علي بحر من تكوين فرقة لإصدار ألبوم بإسم ( البحرية ) و كأن ذلك في منتصف الثمانينيات. و بعد ذلك تعرف علي بحر و سلطان سالم على الملحن و عازف القيتار خالد الذوادي و أتفقوا جميعاً على الإنضمام للفرقة و إشهارها تحت إسم ( براذرز ) الأخوة.

## الظهور
في أواخر 1986 تشكلت فرقة الأخوة و أحتوت على الأعضاء: علي بحر ، خالد الذوادي ، عيسى بحر ( أخ علي بحر ) ، إبراهيم الذوادي ، و سلطان سالم. و تم إصدار أول ألبوم بإسم فرقة الأخوة في عام 1987 بإسم ( مريت على بابكم ). وكانت هذه هي النقلة النوعية للفرقة، ورغم أن أعضاء الفرقة لم يكونوا معروفين في ذلك العام، ولكن بعد فترة قصيرة جعلو انفسهم الأشهر في البحرين. وكان ستايل الفرقة متأثرا بالموسيقى الغربية ممزوجة بالأغاني المرحة وأغاني الحب. إلا أن الفرقة تلقت رفض وانتقادات لاذعة من الجهات الاعلامية بسبب ستايلهم الغربي. ألا أن على بحر وخالد الذوادى صنعوا أكبر ثنائي ناجح في تاريخ الفرق الموسيقية في الشرق الأوسط.. عازف البيس قيتار في الفرقة هو (عيسى بحر) وهو شقيق علي بحر الأصغر. و عازف الكونغو سلطان الماس وهو من أقدم أعضاء الفرقة (إبراهيم الذوادي) «عازف درامز سابق» وكان عازف جميلا وخرج بعد اعتزاله وحل مكانة (وجيه حسن) «العازف الحالي». انضم وجيه للفرقة سنة 1996 وهو يعتبر من أقوى عازفي الدرامز في المنطقة والجدير بالذكر أن وجيه هو ابن خالة علي بحر. وهناك أيضا عبد الله الشروقي الذي رحل عن الفرقة في عام 2002 بينما (نادر) خرج من الفرقة في 1990 وعاد في 2005 هو مع محمد راشد الذي يبلغ من العمر عشرون عاما فقط وهو يعتبر خالد الذوادي قدوته في العزف لذلك يجيد عزف معزوفاته. كما ضمت الفرقة سابقاً عدد من الأعضاء الذين شاركوا و رحلوا مثل نادر رفيعي.

## المشاركات
شاركت فرقة الأخوة في مئات الاحتفاليات التي لا مجال لذكرها جميعا ومشاركات الفرقة لم تكن تقتصر على الاحتفاليات الموسمية فقط، بل كانت الفرقة تشارك في أحياء الوقائع الاجتماعية والرياضية والسياسية وحتى الخيرية. وشارك الفرقة في مهرجانات ذات طابع سياسي مثل مهرجان تحرير فلسطين وشاركت الفرقة في ذلك اليوم بعدد من الأغاني التي تناصر القضية الفلسطينية وأيضا شاركت الفرقة في احياء عدد من الحفلات الموسيقية احتفالا بعيد تحرير الكويت والأعياد الوطنية لكل من مملكة البحرين والتي تحيي فيها الفرقة حفلة كل عام على الأقل والجدير بالذكر ان مهرجان البحرين العالمي للموسيقى والذي شاركت فيه فرقة الاخوة في نسخته الثلاثة عشرة قد حقق أكبر مردود ربحي في تاريخ المهرجان منذ بدايته قبل أكثر من عقد، إذ أن حفلة الفرقة في ذلك المهرجان حضرها ثلاثة عشر ألف متفرج وكان هذا العدد هو أكبر عدد في تاريخ هذا المهرجان واقيمت الحفلة في يومين متتاليين لأن بعض الجماهير لم تتمكن من دخول الصالة في اليوم الأول مما سبب عدد من المشاحنات بين المجهور ورجال ألأمن أدى لبعض الإصابات وفي ذلك اليوم لك يتمكن تلفزيون البحرين من تصوير الحفلة بالشكل المطلوب. ويجد الأعلاميون البحرينيون فرقة الأخوة كضرورة حتمية لإنجاح مهرجانات صيف البحرين السنوية لذلك تشارك الفرقة فيها بأستمرار وكان آخرها عام 2005 وكان بمشاركة العراقي كاظم الساهر. وشاركت الفرقة في أحياء عدد من الحفلات الموسيقية التي لا تنسى في سلطنة عمان في مهرجانات خريف صلالة ومسقط والتي يقال ان بوصول الفرقة هناك، تحتاج السلطنة لتكثيف الأمور الأمنية خوفا من أي خطر أمني قد يحدثه الشعب العماني وهذه حقيقة يعرفها كل رجل أمن عماني وكل هذا بسبب جنون العمانيين بالفرقة حيث ان أكبر حفلة في تاريخ الفرقة كانت في السلطنة وبحضور 130 ألف متفرج وتم إلغاء هذه الحفلة بعد خمس اغان فقط وتم نقل المغني علي بحر عبر طائرة (هليوكابتر) ونقل باقي الفرقة عبر (سيارة الشرطة) وكان هذا الحل الوحيد امام الفوضى العارمة التي حطمت المسرح رأسا على عقب وللأسف لم يسيطر رجال الأمن على الجمهور في ذلك اليوم. وبعد ذلك تم إلغاء 3 حفلات ممتالية للفرقة بعد تلك الحفلة في سلطنة عمان والسبب مجهول. وقد طلبت وزارة الإعلام العمانية من علي بحر أن يدلي بخطاب جماهيري للشعب العماني يطلب منهم أن يحافظوا على الممتلكات العامة في السلطنة. وكان لفرقة الاخوة البحرينية نصيب في إقامة عدد من المشاركات في دولة الإمارات العربية المتحدة في عدد من الإمارات مثل رأس الخيمة والعين وعجمان ودبي. وكان للفرقة وجودا أيضا حتى في الحملات الاجتماعية كحملات مكافحة المخدرات والانتحار والتدخين. وامتدت مشاركات الفرقة حتى في الأنشطة الرياضية كأعتزال اللاعب القطري عادل خميس وأيضا احتفال نادي المحرق البحريني عام 1998 والذي تم إلغاؤه قبل نهايته بسبب الجمهور البحريني الذي تواجد في صالة لا تستوعبه. وشاركت فرقة الأخوة البحرينية مرتين في مهرجان هلا فبراير المقام في دولة الكويت وكان ذلك في أعوام 2003 و2004 على التوالي وأيضا في حديقة منتزه الشعب الكويتية والجزيرة الحضراء في الكويت وتلاقي الفرقة أستحسانا كبيرا في دولة الكويت أذ أنها تحيي أكثر حفلاتها هناك.. ناهيك عن مشاركات المغني علي بحر الفردية والتي أحيى بها عدد من المشاركات الخيرية بدون مقابل مادي كحفلات المعاقين وملجأ الأيتام

## الألبومات الرسمية
1. 1987 البحرية
2. 1987 مريت على بابكم
3. 1989 روح الله يسامحك
4. 1990 نامت عيون الناس
5. 1991 البارحة
6. 1992 يمكن تنسوني
7. 1993 كم عانيت
8. 1994 سافر على جفون الصبر
9. 1995 اشقد احبج
10. 1996 صدقينى
11. 1996 جمال الكون
12. 1997 مشتاق
13. 1998 كلاسيك
14. 1999 يا صاحبي
15. 2000 الديرة
16. 2000 راحت
17. 2001 عسى خير
18. 2002 جزاة الخير
19. 2003 ياجرح
20. 2003 أكبر من الشوق
21. 2004 غراميات
22. 2005 دمع العيون
23. 2006 حبيبى عنى تغير
24. 2006 جلسة
25. 2009 مواويل الشوق
26. 2010 دموع العين
27. 2011 ريمكسات
28. 2011 شوق وذكرى والم

## حقائق حول الفرقة
- حصل خالد الذوادي على أفضل عازف غيتار في الشرق الأوسط عام1997م

وقد كان خالد الذوادى تلميذا في اوخر السبعينات وأوائل الثمانينات لدى أحد أفضل العزاف على مستوى الشرق الأوسط «محمود شمس» الذي كان ابن خالة على بحر وكان هو أول من تمكن من تاسيس فرقة ذات أسلوب روك غربي "Roots Band" في الشرق الأوسط

## وصلات خارجية
- فرقة الأخوة على موقع ميوزك برينز (الإنجليزية)

- منتديات فرقة الاخوة البحرينية الرسمية
- موقع فرقة الأخوة
- وقروب فرقة الأخوة في الفيس بوك فرقة الأخوة  على فيسبوك.
- فرقة الأخوة في الفيس بوك فرقة الأخوة  على فيسبوك.
- bahar lovers فرقة الأخوة  على فيسبوك.